# Thibert de Madrie
Thibert (Teutbert, Théodebert ou Theodoric) est un comte de Madrie au IXe siècle de la famille des Nibelungides, serait fils de Nibelung Ier et petit-fils de Childebrand Ier et d'une noble de la famille des Guilhemides.

## Biographie
La seule certitude sur ce comte est qu'il est le père d'Ingeltrude (ou Ringarde), qui épouse en 822 le roi Pépin Ier d'Aquitaine. Mais Jean Depoin, puis Léon Levillain l'ont identifié à un missus dominicus homonyme envoyé en 802 par Charlemagne pour calmer les troubles suscités par les opposants à l'évêque Théodulf.
Une épouse, dont le nom reste inconnu, a donné naissance à :
- Robert, comte palatin, marié à Aga, fille de Wicfred, comte de Bourges ;
- Ingeltrude (ou Ringarde), femme du roi Pépin Ier d'Aquitaine.